# Witt (Name)
Witt ist ein deutscher Familienname.

## Herkunft und Bedeutung
Witt:
1. Niederdeutscher Übername; zu Witte.
2. Gelegentlich (in Oberdeutschland immer) aus einer Kurzform von Rufnamen, die das Namenwort widu enthalten (vgl. Witter), entstandener Familienname.[1]

## Namensträger

### A
- Adolf Witt (1913–1964), deutscher Boxer
- Alexander Witt (Filmemacher) (* 1952), chilenischer Filmemacher
- Alexander Adolfowitsch Witt (1902–1938), russischer Physiker
- Alfred Nikolaus Witt (1914–1999), deutscher Chirurg
- Alicia Witt (* 1975), US-amerikanische Schauspielerin
- Anja Witt (* 1965), deutsche Malerin
- Anna Witt (* 1981), deutsche Künstlerin
- Arthur Nikolaus Witt (1890–1964), deutscher Studienrat, niederdeutscher Schriftsteller und Heimatforscher
- August F. Witt (1931–2002), österreichischer Forscher auf dem Gebiet elektronischer Materialien
- Ayke Witt (* 1992), deutscher Popsänger

### B
- Bernhard Witt (1899–1967), deutscher Politiker (SPD), MdL Niedersachsen
- Bill Witt (1921–2013), US-amerikanischer Fotograf
- Brendan Witt (* 1975), kanadischer Eishockeyspieler
- Bobby Witt Sr. (* 1964), US-amerikanischer Baseballspieler
- Bobby Witt Jr. (* 2000), US-amerikanischer Baseballspieler

### C
- Carl Witt (Philologe) (Karl Alexander Viktor Witt; 1815–1891), deutscher Philologe, Lehrer und Politiker
- Carl Witt (Theaterdirektor) (1862–1930), Schauspieler und Direktor des Dresdner Residenz-Theaters (1902–1919, 1924–1930)
- Carl-August Witt (* 1938), deutscher Metallurge
- Carl Gustav Witt (1866–1946), deutscher Stenograf und Astronom, siehe Gustav Witt
- Carl-Heinz Witt (* etwa 1964), deutscher Rechtswissenschaftler und Hochschullehrer
- Christian Witt-Dörring (Kunsthistoriker) (* 1950), österreichischer Kunsthistoriker
- Christian Witt-Dörring (* 1953), österreichischer Skirennläufer
- Christian Friedrich Witt (um 1660–1717), deutscher Komponist und Kirchenmusiker
- Christian Volkmar Witt (* 1980), deutscher evangelischer Theologe
- Claudia de Witt (* 1962), deutsche Pädagogin
- Claudia Witt (* 1969), deutsche Medizinerin und Hochschullehrerin
- Claus Peter Witt (1932–2017), deutscher Regisseur und Drehbuchautor

### D
- Dieter Witt (* 1941), deutscher Wirtschaftswissenschaftler

### E
- Ebba Witt-Brattström (* 1953), schwedische Literaturwissenschaftlerin
- Eberhard Witt (* 1945), deutscher Journalist, Regisseur und Intendant
- Edgar E. Witt (1876–1965), US-amerikanischer Politiker
- Edith Witt-Hidé (1928–2009), deutsche Illustratorin und Malerin
- Elisabeth Müller-Witt (* 1953), deutsche Politikerin (SPD), MdL Nordrhein-Westfalen
- Elmar Witt (* 1960), deutscher Dirigent, Hornist und Musikpädagoge
- Emil Witt (* 1934), deutscher Kieferorthopäde und Hochschullehrer
- Emily Witt (* 1981), US-amerikanische Journalistin
- Erna Witt (1911–2006), deutsche Mathematikerin und Politikerin (FDP)
- Ernst Witt (1911–1991), deutscher Mathematiker
- Ernst Witt (Architekt) (1898–1971), deutscher Architekt, Baumeister und Hochschullehrer
- Ernst Witt (Maler) (1901–1977), deutscher Maler

### F
- Fabian Witt (* 1991), deutscher Bassist bei Tumesday
- Fanny Witt (1838–1900), deutsche Theaterschauspielerin
- Franz Witt (Bankier) (1906–1986), deutscher Bankier und Bankenmanager (Dresdner Bank)
- Franz Xaver Witt (1834–1888), deutscher Kirchenmusiker
- Frieda Witt (1875–1963), deutsche Malerin und Zeichnerin
- Friedrich Witt (Komponist) (1770–1836), deutscher Kapellmeister und Komponist
- Friedrich Witt (Theologe) (1863–1914), deutscher Theologe
- Friedrich Witt (Politiker) (1895–1966), deutscher Politiker (DP)
- Friedrich Witt (Bassist) (1930–2015), deutscher Kontrabassist
- Fritz Witt (1908–1944), deutscher Generalmajor und SS-Brigadeführer
- Fritz H. Witt (1887–1969), deutscher Zahnarzt

### G
- Georg Witt (Filmproduzent) (1899–1973), deutscher Filmproduzent
- Georg Witt (Politiker) (1909–1975), deutscher Politiker (CDU)
- Gerhard Witt (1912–1945), deutscher römisch-katholischer Geistlicher und Märtyrer
- Günter Witt (* 1925), deutscher Sportwissenschaftler, Hochschullehrer
- Gustav Witt (1866–1946), deutscher Astronom

### H
- Hanne Witt, deutsche Tischtennisspielerin
- Hans Witt (1891–1966), österreichischer Maler
- Harald Witt (* 1952), deutscher Fußballtorhüter
- Harry Witt (* 1954), deutscher Fußballspieler
- Heinrich Witt (Politiker, vor 1390) (vor 1390–nach 1400), deutscher Politiker, Bürgermeister von Rostock
- Heinrich Witt (Kaufmann) (1799–1892), deutscher Kaufmann
- Heinrich Witt (Studentenfunktionär), deutscher Studentenfunktionär
- Heinrich Witt (Politiker, 1876) (1876–1954), deutscher Gewerkschafter und Politiker (SPD)
- Heinrich Witt (SS-Mitglied) (1897–??), deutscher SS-Oberscharführer
- Helmut Witt (1927–2016), deutscher Radiologe
- Herbert Witt (1900–1980), deutscher Drehbuchautor
- Hermann Witt (* 1964), deutscher Wirtschaftsmanager
- Hermine Straßmann-Witt (1868–1946), deutsche Theater- und Stummfilmschauspielerin
- Horst Tobias Witt (1922–2007), deutscher Biophysiker
- Hubert Witt (1935–2016), deutscher Nachdichter und Herausgeber

### I
- Ingo Witt (Theologe), deutscher Theologe und Journalist
- Ingo Witt (Mathematiker) (Ingo Frank Witt; * 1965), deutscher Mathematiker und Hochschullehrer
- Iwan Ossipowitsch Witt (1781–1840), russischer General der Kavallerie

### J
- Jan de Witt (Tennistrainer) (* 1964/1965), deutscher Tennistrainer
- Jann M. Witt (* 1967), deutscher Historiker
- Joachim Witt (* 1949), deutscher Musiker
- Johann Witt (Politiker) (1833–1915), deutscher Kaufmann und Politiker, MdHB
- Johann Witt (Boxer) (* 1986), deutscher Boxer
- John Witt (* 1961), US-amerikanischer Freestyle-Skier
- John Fabian Witt (* 1972), US-amerikanischer Rechtswissenschaftler
- Josef von Witt (1843–1887), böhmisch-deutscher Sänger (Tenor)
- Josef Witt (1901–1994), österreichischer Sänger (Tenor) und Gesangspädagoge
- Josef Witt (Unternehmer) (1884–1954), deutscher Unternehmer und Gründer der Versandhauses Witt Weiden
- Josephine Witt (* 1993), deutsche Frauenrechtlerin
- Julian Adiputra Witt (* 1985), deutscher Drehbuchautor und Regisseur
- Julius Witt (1835–1879), deutscher Theaterschauspieler und -leiter

### K
- Karen Witt (* um 1962), englische Tischtennisspielerin
- Karl Witt (Fußballspieler) (* 1923), deutscher Fußballspieler
- Karl Witt (Religionspädagoge) (1900–1991), deutscher Religionspädagoge und Ministerialbeamter
- Karl Witt (Schauspieler) (1862–1930), deutscher Schauspieler und Regisseur
- Karl Friedrich August Witt (1832–1910), deutscher Apotheker
- Karl Josef Witt (* 1951), deutscher Bauingenieur
- Karl Julius Witt (1885–1969), deutscher Politiker (DNVP, DVFP, NSDAP)
- Karl Wilhelm Witt (1851–nach 1918), deutscher Gutsbesitzer und Politiker, MdR
- Katarina Witt (* 1965), deutsche Eiskunstläuferin
- Katharina Witt (* 1979), deutsche Squashspielerin
- Käthe Franck-Witt (1872–1916), deutsche Schauspielerin
- Klaus Witt (1943–2021), deutscher Fußballspieler
- Kurt Witt (* 1962), deutscher Musiker, Trompeter und Flügelhornspieler
- Kurt-Ulrich Witt (* 1953), deutscher Mathematiker

### L
- Leopold Friedrich Witt (1811–1890), deutscher Komponist
- Lothar Witt (* 1935), deutscher Funktionär von FDJ und SED, MdV
- Lotte Witt (1870–1938), deutsche Schauspielerin
- Ludwig Witt (1846–1905), deutsch-schweizerischer Gewerkschafter und Sozialdemokrat (Präsident des Bundeskomitees des Schweizerischen Gewerkschaftsbunds)

### M
- Marguerite de Witt-Schlumberger (1853–1924), französische Feministin
- Matthias Witt (* 1951), deutscher Politiker (CDU)
- Max Witt (1899–1979), deutscher Tierzüchter
- Maximilian Witt (1887–1942), deutscher römisch-katholischer Geistlicher und Märtyrer
- Michael Witt (1940–2012), deutscher Kirchenmusiker

### N
- Nikolaus Witt (1834–1890), deutscher Gutsbesitzer und Politiker, MdR
- Nina Witt (* 1987), deutsche Schauspielerin und Synchronsprecherin

### O
- Oscar Witt (1901–nach 1946), deutscher Volkswirt und Staatsbeamter
- Oskar Witt (1892–1957), deutscher Bildhauer, Keramiker und Maler
- Otto Witt (1875–1923), schwedischer Ingenieur und Autor
- Otto Nikolaus Witt (1853–1915), russischer Chemiker

### P
- Paul Witt (Politiker), deutscher Landwirt und Politiker (DNVP), MdL Preußen
- Paul Witt (Verwaltungswissenschaftler) (* 1955), deutscher Verwaltungswirt und Hochschullehrer
- Paul Junger Witt (1941–2018), US-amerikanischer Filmproduzent
- Peter Witt (Politiker, 1868) (1868–nach 1924), deutscher Landwirt und Politiker (DVP), MdL Preußen
- Peter Witt (Politiker, 1869) (1869–1948), US-amerikanischer Politiker
- Peter Witt (Manager) (* 1938), deutscher Wirtschafts- und Industriemanager
- Peter Witt (Tennisspieler), britischer Tennisspieler
- Peter Witt, eigentlicher Name von Pit Witt (* 1959), deutscher Jazz-Musiker
- Peter-Christian Witt (1943–2022), deutscher Historiker
- Peter-Uwe Witt (* 1942), deutscher Schauspieler und Politiker
- Peter Werner Witt (1901–1971), deutscher Ministerialbeamter
- Pit Witt (Peter Witt; * 1959), deutscher Jazz-Musiker
- Philipp Witt, deutscher Bauernführer des 18. Jahrhunderts, Wegelagerer im Spessart

### R
- Rainer Witt (1943–2014), deutscher Journalist, Moderator, Schriftsteller und Galerist
- Reimer Witt (1941–2018), deutscher Archivar
- Reinhard Witt (* 1953), deutscher Biologe
- Ronald G. Witt (1932–2017), US-amerikanischer Historiker
- Rolf Witt (* 1964), deutscher Biologe und Entomologe
- Rudolf Witt (1933–2002), deutscher Bankier

### S
- Sigismund Witt (1898–1946), deutscher Komponist, Pianist und Orchesterleiter
- Silke Maier-Witt (* 1950), deutsche Terroristin
- Silvio Witt (* 1978), deutscher Politiker, Satiriker, Unternehmer und Oberbürgermeister
- Sophie Witt (* 1983), deutsche Literaturwissenschaftlerin
- Stephanie Witt-Loers (* 1964), deutsche Fachautorin
- Susann Witt-Stahl, deutsche Journalistin
- Susanne Jaffke-Witt (* 1949), deutsche Politikerin (CDU), MdV, MdB
- Susi Witt (1910–1989), österreichische Schauspielerin
- Sven-Christian Witt (* 1967), deutscher Jurist und Richter am Bundesfinanzhof

### T
- Theodor de Witt (1823–1855), deutscher Musiker und Herausgeber
- Theodor Witt (vor 1878–1939), deutscher Ingenieur und Unternehmer
- Thomas de Witt (1548–1601), niederländischer Patrizier und Politiker
- Thomas de Witt († 1645), niederländischer Patrizier und Politiker
- Thomas Witt (* 1966), deutscher Theologe
- Thomas De Witt Talmage (1832–1902), US-amerikanischer Geistlicher
- Thomas Josef Witt (* 1947), deutscher Kaufmann, siehe Museum Witt

### U
- Udo Witt (* 1956), deutscher Kirchenmusiker
- Ulrich Witt (* 1946), deutscher Ökonom
- Ursula Reitemeyer-Witt (* 1955), deutsche Philosophin und Pädagogin

- Uwe Witt (Fußballspieler) (* 1939), deutscher Fußballspieler
- Uwe Witt (Politiker) (* 1959), deutscher Politiker (Bündnis Deutschland; vormals AfD und Zentrum), MdB

### V
- Vera Witt (1886–nach 1966), deutsche Schauspielerin
- Volkmar Witt (1949–2018), deutscher Schauspieler

### W
- Walter Witt (1933–2000), deutscher Slawist, Sprachwissenschaftler und Hochschullehrer
- Wastl Witt (1882–1955), deutscher Volksschauspieler
- Werner Witt (Kartograf) (1906–1999), deutscher Geograph und Kartograf
- Werner Witt (Fußballspieler) (* 1947), deutscher Fußballspieler
- Wilhelm Witt (1869–nach 1937), deutscher Richter
- Wittus Witt (* 1949), deutscher  Zauberkünstler
- Wolfgang Witt (Kirchenmusiker) (?–1996), deutscher Kirchenmusiker und Chorleiter
- Wolfgang Witt (Paläontologe) (1937–2014), deutscher Paläontologe
- Wolfgang Witt (Schriftsteller) (* 1954), deutscher Schriftsteller
- Wolfram Witt (1953–2003), deutscher Drehbuchautor